# Mangunan (Kabuh)
Mangunan is een bestuurslaag in het regentschap Jombang van de provincie Oost-Java, Indonesië. Mangunan telt 2957 inwoners (volkstelling 2010).